# Čečuj
Il Čečuj (in russo Чечуй?) è un fiume della Russia siberiana orientale,  affluente di destra della Lena. Scorre nel Kirenskij rajon dell'Oblast' di Irkutsk.
Il fiume scorre con direzione mediamente settentrionale; ha una lunghezza di 231 km; l'area del suo bacino è di 6 290 km². Sfocia nella Lena a 3 034 km dalla foce. Suoi maggiori affluenti sono la Nižnaja Rassocha (lunga 117 km) e la Srednaja Rassocha (81 km).